# Calliostoma hernandezi
Calliostoma hernandezi is een slakkensoort uit de familie van de Calliostomatidae. De wetenschappelijke naam van de soort is voor het eerst geldig gepubliceerd in 1993 door Rubio & Gubbioli.